# هاينريش الكسندر فون أرنيم
هاينريش الكسندر فون أرنيم (بالألمانية: Heinrich Alexander von Arnim)‏ (و. 1798 – 1861 م) هو دبلوماسي، وسياسي ألماني، ولد في برلين، توفي في دوسلدورف، عن عمر يناهز 63 عاماً.

## مناصب
تولى منصب سفير ألمانيا لدى فرنسا ‏
.

## التعليم
تعلم في جامعة هومبولت في برلين
.